# Chiến tranh trên Thiên đàng
Theo Kitô giáo, Chiến tranh trên Thiên đàng là một cuộc chiến đã diễn ra khi mà Luyến thần Lucifer (một thiên thần sa ngã), lãnh đạo 1/3 các Thiên thần trên Thiên đàng, nổi loạn chống lại Thiên Chúa và các thiên thần trung thành với Người.

## Khải Huyền 12:7–10
7 Bấy giờ có một cuộc chiến xảy ra trên trời: Michael và các thiên thần của mình giao chiến với con mãng xà; con mãng xà cùng với các thiên thần của nó cũng giao chiến. 8 Nhưng chúng không đủ sức thắng được và cả bọn không còn chỗ trên trời nữa. 9 Con mãng xà lớn bị ném xuống, tức là con Rắn xưa hay Satan, tên chuyên mê hoặc toàn thể thiên hạ; nó bị tống xuống đất và các thiên thần của nó cũng bị tống xuống với nó.— Khải Huyền 12:7–10 (VIE2010)

## Nguyên nhân chiến tranh
Nguyên nhân sâu xa nhất dẫn đến việc Lucifer chống lại Thiên Chúa là  việc Ngài tạo ra loài người, và trên hết là việc Chúa ra lệnh cho toàn thể các thiên thần phải cúi mình trước loài người, đặc biệt là việc phải tôn thờ Đấng Cứu Thế là Chúa Giêsu Kitô - Ngôi Hai Thiên Chúa (hay Chúa Con) nhưng được sinh ra làm người để cứu chuộc nhân loại và mang cả hai bản tính: Thiên Chúa và con người (nghĩa là Chúa Giêsu là Con của Thiên Chúa Cha nhưng cũng đồng thời là Thiên Chúa, tồn tại từ trước muôn đời nhưng nhập thể xuống thế làm con người để cứu chuộc nhân loại). Lucifer coi đây là một sự sỉ nhục và bất công, y cho rằng các thiên thần là loài vượt trội hơn nên phải được con người phục tùng. Sau đó y liền gây ra một nổi loạn chống lại Chúa bằng cách tập hợp các thiên thần khác - những thiên thần cũng coi việc cúi mình trước loài người là một sự sỉ nhục khi mà họ mới chính là tạo vật đầu tiên của Thiên Chúa.

## Cuộc chiến
Với đầy sự ngạo mạn, Lucifer đưa ra một lời tuyên chiến rằng "Ta (Lucifer) sẽ ở trên thiên đàng; ta sẽ khắc tên ta lên trên những vì sao của Thiên Chúa; ta sẽ ngồi trên vị trí lãnh chúa của mọi thứ, trên mọi đỉnh cao nhất của mọi ngọn núi linh thiêng nhất. Ta sẽ lên cao hơn các đám mây; ta sẽ như Đấng Tối cao." 
Thiên Chúa cho Tổng lãnh thiên thần Micae chống lại Lucifer và bè lũ của y. Với quyền lực Chúa ban cho, Michael cùng các Thiên thần trung thành nhanh chóng chiến thắng Lucifer và bè lũ phản nghịch. Lúc đó, Lucifer được Michael đặt cho tên mới là Satan. Kết thúc trận chiến, Lucifer và tất cả các thiên thần theo y bị đuổi khỏi Thiên đàng như là một sự trừng phạt cho cuộc nổi dậy của chúng. Nhiều ngàn năm sau đó, Chúa Giêsu nói rằng Người đã thấy Lucifer bị ném xuống trái đất như một tia chớp giáng xuống mặt đất.. Trong thế kỷ 13, theo Đức Giám mục của Tusculum (khoảng 1273) ước tính là 133.306.668 thiên thần đã bị đày xuống từ thiên đàng trong tổng cộng 9 ngày, và con số này về sau được học giả thế kỷ thứ 15 Alphoso de Spina (khoảng 1460) tái xác nhận.

## Góc nhìn của các tôn giáo khác

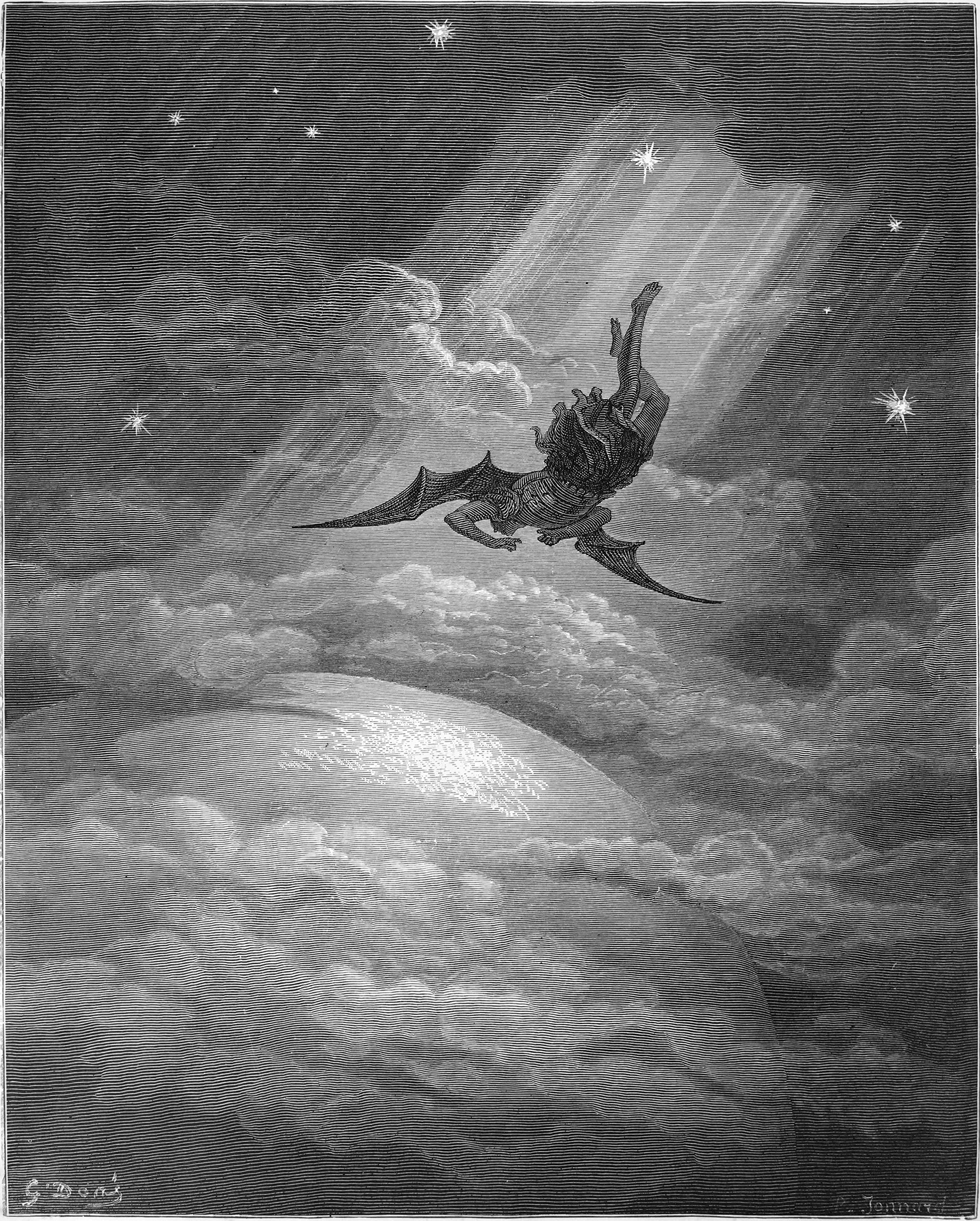
Lucifer bị đuổi khỏi thiên đàng

Hồi giáo mà cụ thể là Quran 7:12, nói rằng nguyên nhân của cuộc chiến là lòng kiêu hãnh của Lucifer trong sự cố chấp rằng y xếp trên loài người, vì y được tạo ra từ ngọn lửa, chứ không phải từ bụi đất như loài người. Bên cạnh đó, truyền thống Sufi, nói rằng Lucifer có một sự phục tùng to lớn dành cho Thiên Chúa - và y đã thề rằng sẽ không quỳ gối trước ai ngoài Chúa.
Theo Đạo Mormon, Lucifer phát động cuộc bạo loạn sau khi tình nguyện thay Chúa Giê-su làm sứ giả của Thiên Chúa với loài người, và sau đó y tin rằng loài người cần phải hủy bỏ sự tự do của mình, sau đó sẽ được đảm bảo một vị trí trên thiên đàng.